# Zygmunt Szczotkowski
Zygmunt Franciszek Szczotkowski (en français Sigismond François), né à Varsovie le 17 septembre 1877, mort le 9 février 1943 à Bieżanów, est un ingénieur des mines polonais, le premier directeur polonais (1920-1940) de la mine Janina exploitée par la Compagnie galicienne de mines (siège à Paris) à Libiąż.

## Biographie
Il commença l’école, à Włocławek, et continua ses études à Varsovie. Là, il obtient son baccalauréat. Il a ensuite étudié à l'Université des mines de Leoben (Autriche). Il y a obtenu le diplôme en d’ingénieur des mines le 24 février 1900.
Sa carrière professionnelle dans les mines commence en 1901. La Compagnie galicienne l’a embauché le 1er mars 1920, comme ingénieur en chef de la mine « Janina », et le 18 novembre 1920 en tant que directeur.
De même que Alexis Bartet, ingénieur des mines français et directeur de la Compagnie galicienne de mines, Zygmunt Szczotkowski a été décoré en 1937 de l’ordre « Polonia Restituta » (chevalier) pour sa contribution au développement de l’industrie Minière en Pologne.